# Topchānchi
Topchānchi är en ort i Indien.   Den ligger i distriktet Dhanbad och delstaten Jharkhand, i den östra delen av landet, 1 000 km sydost om huvudstaden New Delhi. Topchānchi ligger 302 meter över havet och antalet invånare är 5 789.
Terrängen runt Topchānchi är varierad. Runt Topchānchi är det tätbefolkat, med 709 invånare per kvadratkilometer. Närmaste större samhälle är Gomoh, 5,8 km sydväst om Topchānchi. Omgivningarna runt Topchānchi är en mosaik av jordbruksmark och naturlig växtlighet.